# 후지와라노 준시 (957년)
후지와라노 준시/노부코 (일본어: 藤原 遵子 ふじわら の じゅんし / のぶこ[*], 덴토쿠 원년 (957년) - 간닌 원년 6월 1일 (1017년 6월 27일))는 헤이안 시대 중기, 관백 후지와라노 요리타다의 차녀이다. 어머니는 요시아키라 친왕 (다이고 천황의 아들)의 딸 이즈코/.겐시(厳子) 여왕이다. 엔유 천황의 중궁이다. 다른 이름으론 시죠노미야(四条宮)이다. 동복동생으로는 킨토, 시시/마사코(諟子, 카잔 천황의 뇨고)가 있다.

## 생애
조겐 3년 (978년), 2살 연하의 엔유 천황에게 입궁하여, 뇨고 선하를 받았다. 덴겐 5년 (982년), 중궁에 책립되었다. 쇼랴쿠 원년 (990년), 황후궁이 되었다. 조토쿠 3년 (997년). 출가했다. 조호 2년 (1000년)에 황태후, 조와 원년 (1012년)에 태황태후가 되었다. 간닌 원년 (1017년), 61세의 나이로 승하했다.
노부코가 입궁할 당시, 후궁에는 이미 중궁 테루코가 있었다. 하지만, 덴겐 2년 (979년)에 테루코가 승하했기 때문에, 비어있던 중궁의 자리를 노부코와 또 다른 뇨고 아키코가 암투를 벌인 결과, 제 1황자인 야스히토 친왕을 낳은 아키코가 아닌 관백 요리타다의 딸인 노부코가 중궁이 되었다. 노부코 입후 당일, 동생 킨토는 득의양양해 하며 아키코 쪽에게 "이쪽 뇨고 (아키코)는 언제 입후하시려나"라고 말해, 아키코와 그녀의 아버지 카네이에의 원한을 샀지만, 노부코는 그 후에도 끝내 황자를 낳지 못했고, 이치조 천황의 즉위로 노부코가 황태후가 되었을 때, 킨토는 반대로 아키코의 궁녀로부터 "누님인 차가운 배(素腹, 임신한 적 없는 사람)를 가지신 황후는 어디 계십니까?"라고 비아냥거리는 것을 들었다고 한다.
엔유 천황 양위 후에는 사저인 시죠테이(四条第)에서 살았기 때문에, 시죠노미야(四条宮)라고도 불리며, 불도에 전념하면서 킨토의 딸을 양녀로 삼아 여생을 보냈다.